# Штефан Ауер
Штефан Ауер (нім. Stephan Auer, нар. 11 січня 1991, Відень, Австрія) — австрійський футболіст, захисник клубу «Рапід» (Відень).

## Ігрова кар'єра
Народився 11 січня 1991 року в місті Відень. Вихованець юнацьких команд футбольних клубів «Швехат» та «Адміра-Ваккер».
У дорослому футболі дебютував 2011 року виступами за команду клубу «Адміра-Ваккер», в якій провів чотири сезони, взявши участь у 101 матчі чемпіонату.
До складу віденського «Рапіда» приєднався 2015 року, де провів 5 років, після чого 28 вересня 2020 року повернувся до «Адміри-Ваккер».